# جيمي دوتسون
جيمي دوتسون (بالإنجليزية: Jimmy Dotson)‏ هو مغني أمريكي، ولد في 19 أكتوبر 1933 في Ethel, Louisiana ‏ في الولايات المتحدة، وتوفي في 26 مارس 2017 في هيوستن في الولايات المتحدة.

## وصلات خارجية
- جيمي دوتسون على موقع ميوزك برينز (الإنجليزية)
- جيمي دوتسون على موقع أول ميوزيك (الإنجليزية)
- جيمي دوتسون على موقع ديسكوغز (الإنجليزية)
- جيمي دوتسون على موقع ديسكوغز (الإنجليزية)